# Batulawang (Cibinong)
Batulawang is een bestuurslaag in het regentschap Cianjur van de provincie West-Java, Indonesië. Batulawang telt 5461 inwoners (volkstelling 2010).